# Cosmos Aviation
Cosmos Aviation (även känt som Serendib Express och Aero Lanka) är ett flygbolag från Sri Lanka. Bolaget bildades 2002 och bedriver flyg till 7 destinationer. Utöver persontrafik bedriver flygbolaget även godstransportflyg.

## Flotta
2014 bestod flottan av ett flygplan:
- En Boeing 727 (fraktflyg)